# TVR1
TVR1 (TVR Unu, Televiziunea Românǎ 1, tradotto in rumeno Television 1), è la principale emittente televisiva del servizio pubblico rumeno TVR.
Il principale programma della rete è Jurnalul TVR, il cui motto è: "Jurnalul așa cum ar trebui să fie!" (Il notiziario così come dovrebbe essere), sostituito il 28 marzo 2009 da Telejurnal.
Nel 1989 TV1 ha trasmesso dal vivo gli eventi della rivoluzione che ha innescato la caduta della repubblica socialista, coprendo quasi tutti i principali eventi in diretta, a partire dall'ultimo intervento di Nicolae Ceaușescu (il 21 dicembre 1989) sino all'arrivo dei nuovi rappresentanti del potere.
TVR1 inoltre detiene i diritti in Romania di numerose serie televisive statunitensi come: CSI: Crime Scene Investigation, Desperate Housewives, Grey's Anatomy, JAG - Avvocati in divisa, Battlestar Galactica, Lost, Hannah Montana e Dr. House, oltre che di alcuni eventi internazionali come Eurovision Song Contest; Festival di Sanremo e Miss Universo.